# HVS 7
HVS 7 -- hyper-velocity star 7, eller SDSS J113312.12+010824.9, är en ensam stjärna i södra delen av stjärnbilden Lejonet. Den har en skenbar magnitud av ca 17,80 och kräver ett mycket kraftfullt teleskop för att kunna observeras. Stjärnan beräknas den befinna sig på ett avstånd på ca 180 000 ljusår (ca 55 000 parsek)  från solen. Den rör sig bort från solen med en heliocentrisk radialhastighet på 518 km/s.

## Egenskaper
HVS 7 är en vit till blå dvärgstjärna av spektralklass sdB. Den har en massa som är ca 3,7 solmassor, en radie som är ca 4 solradier och har ca 300 gånger solens utstrålning av energi från dess fotosfär vid en effektiv temperatur av ca 12 000 K.
HVS 7 är en sällsynt stjärna som har accelererats till en rörelse snabbare än Vintergatans flykthastighet. År 2013 skrev ett team under N. Przybilla att stjärnan hade en kemiskt ovanlig fotosfär, som maskerade dess ursprung. Stjärnan katalogiserades först under Sloan Digital Sky Survey. Den identifierades som en stjärna med hög hastighet 2006.
Stjärnan har ett kemiskt säreget spektrum liknande en subdvärg av spektraltyp B. Stjärnor i denna region av Hertzsprung–Russell-diagrammet förväntas antingen vara varma stjärnor på horisontella jättegrenen, objekt med heliumfusion med låg massa eller stjärnor med vätefusion med måttlig massa något under huvudserien. Den höga rotationshastigheten för HVS 7 betyder att det sannolikt är en ung stjärna nära huvudserien, cirka 150 miljoner år gammal och har 3,7 gånger solens massa.